# Anacanthiocnemis
Anacanthiocnemis is een geslacht van wantsen uit de familie van de Reduviidae (Roofwantsen). Het geslacht werd voor het eerst wetenschappelijk beschreven door Odo Reuter in 1882.

## Soorten
Het genus bevat de volgende soorten:

- Anacanthiocnemis attenuata (Miller, 1950)
- Anacanthiocnemis callani Villiers, 1960
- Anacanthiocnemis decellei Schouteden, 1960
- Anacanthiocnemis hulstaerti Schouteden, 1960
- Anacanthiocnemis kivuensis Schouteden, 1951
- Anacanthiocnemis leleupi Villiers, 1972
- Anacanthiocnemis linnavuorii Villiers, 1969
- Anacanthiocnemis longiceps Villiers, 1959
- Anacanthiocnemis marlieri Schouteden, 1960
- Anacanthiocnemis punctumnigrum Reuter, 1882
- Anacanthiocnemis schoutedeni Villiers, 1948
- Anacanthiocnemis transvaalense Villiers, 1960
- Anacanthiocnemis transvaalensis Villiers, 1961
- Anacanthiocnemis vansomereni (Miller, 1955)